# Geduldig un Thimann

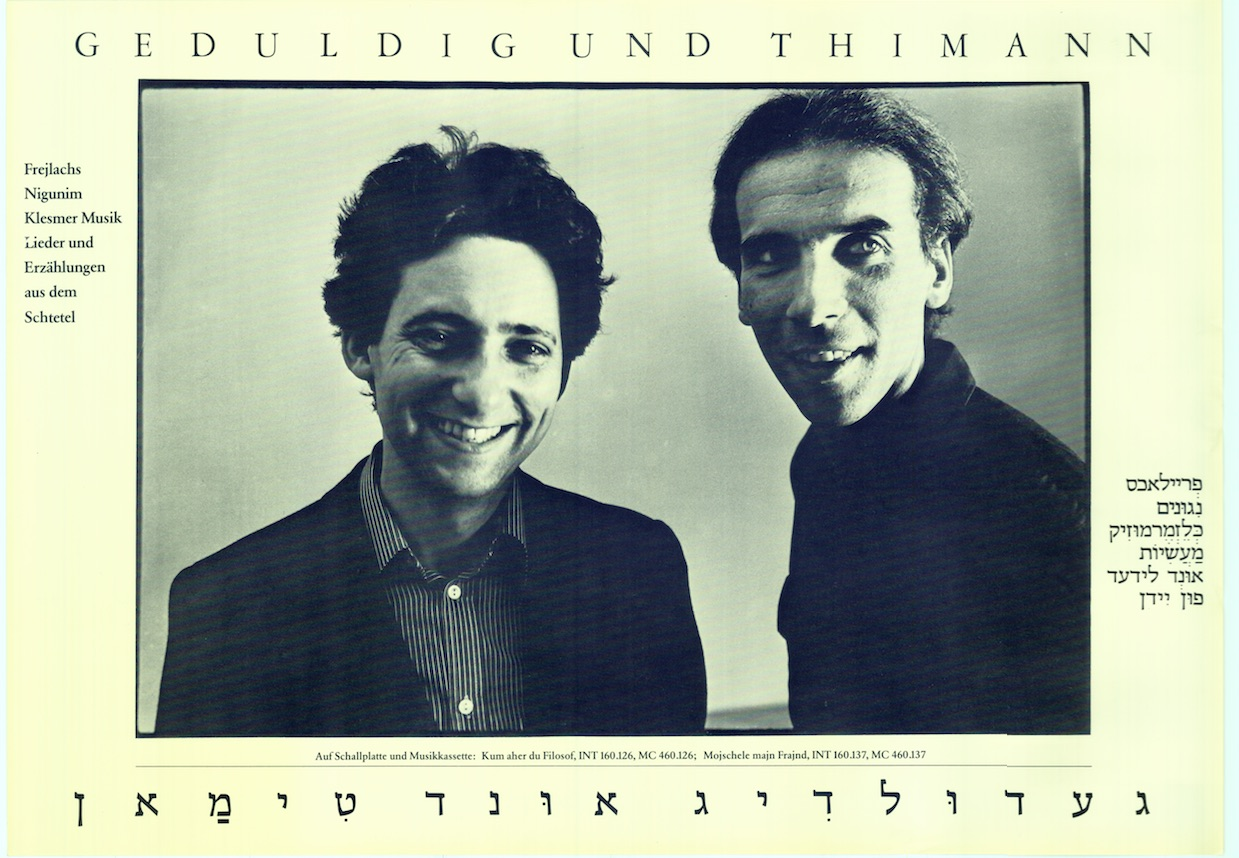
Plakat für Konzerte und Schallplattengeschäfte

Geduldig un Thimann war ein österreichisches Musikerduo, welches sich der jiddischen Musik widmete.
Das Duo bestand aus Edek Bartz (Künstlername: Edward Geduldig) und seinem Schulfreund Albert Misak (Künstlername: Albert Thimann). Um ihr Projekt verwirklichen zu können, mussten beide zunächst einmal die jiddische Sprache erlernen.

## Diskografie
- 1975: Kum aher du filosof (LP, Mandragora INT 160.126)
- 1980: Mojschele majn frajnd (LP)
- 1985: Di schejnsten Lider fun Jiddn (CD, EMI Austria)
- 1986: A Schtetl is Amerike (CD, Warner, A)
- 1992: A haymish groove (CD, Extraplatte)[1]
- 2016: A haymish groove (Doppel-LP, Wiederveröffentlichung, monkey music / Schallter)